# Caroline Rosales

Caroline Rosales (2012)

Caroline Rosales (* 9. Juni 1982 in Bonn) ist eine deutsche Autorin, Drehbuchautorin und Journalistin.

## Leben und Arbeit

### Ausbildung und journalistische Tätigkeit
Caroline Rosales wuchs in Bonn zweisprachig als Tochter eines Deutschen und einer Französin auf. Sie studierte Regionalstudien Asien/Afrika mit Schwerpunkt China und Klassische Archäologie an der Humboldt-Universität zu Berlin. Von 2005 bis 2007 war sie Volontärin bei der Hamburger Morgenpost und schrieb dabei auch für die Berliner Zeitung, den Kölner Express und den Berliner Kurier. 2008 bis 2013 war sie Redakteurin für Landespolitik bei der Berliner Tageszeitung B.Z.
Von 2015 bis 2020 arbeitete sie als Redakteurin bei der Funke Mediengruppe (Berliner Morgenpost, Hamburger Abendblatt, Westdeutsche Allgemeine Zeitung u. a.), schreibt die wöchentliche Kolumne Single Mom in der Berliner Morgenpost und Westdeutsche Allgemeine Zeitung und war Gastautorin der Zeit-Online-Kolumne 10 nach 8. Sie schreibt vorwiegend über gesellschafts- und frauenpolitische Themen. 2020 war sie Chefin vom Dienst bei der taz, bis 2022 war sie Redakteurin bei Zeit Online. Seit März 2023 ist sie Kolumnistin und freie Autorin für Zeit Online. Rosales’ Kolumne trägt den Titel „Wir sprechen uns wieder“ und behandelt Themen an der Schnittstelle: Moderne Mutterschaft, Beziehung und Feminismus.

### Bücher und Blog
2010 veröffentlichte sie mit der Journalistin Lisa Harmann ihr erstes Sachbuch Ich glaub, mich tritt ein Kind. Darin debattiert sie die Veränderung der Frauenrolle in der Gesellschaft durch die Geburt des ersten Kindes mit ihrer Co-Autorin, einer dreifachen Mutter.
2011 schrieb sie eine siebenteilige Serie für das Berliner Boulevardblatt B.Z. über die linksextreme Szene. Sie wurde kurz vor dem 1. Mai veröffentlicht.
Ihr zweites Buch Mama muss die Welt retten erschien 2014. Darin prangert sie die Missstände in der Arbeitswelt aus ihrer Perspektive als Mutter an und geht der Frage nach, wie man sich nach der Elternzeit selbstständig machen kann.
2012 gründete sie mit Lisa Harmann den Blog Stadt Land Mama. Ihre Artikel plädierten für eine verständnisvolle Haltung zum Thema Helikopter-Eltern.
In ihrer Zeit als Bloggerin engagierte sich Rosales auch im Verbraucherschutz. Mit dem Naturschutzbund Deutschland und Change.org gewann sie eine Kampagne gegen Zusatzstoffe in Penaten-Creme. Zuvor hatte sie mit einer Petition erreicht, dass im lokalen Kaiser’s-Supermarkt eine Kasse ohne Quengelware eingerichtet wird.
2018 erschien ihr drittes Buch Single Mom – Was es wirklich heißt, alleinerziehend zu sein bei Rowohlt. Es geht in dem Buch um die Missgunst unter Müttern, um Partnersuche und Patchwork-Experimente sowie die finanziellen und beruflichen Probleme alleinerziehender Mütter. Außerdem schreibt die Autorin über neu gewonnene Freiheiten, bisher unbekannte Kräfte und das emotionale Erleben ihres Alltags mit zwei kleinen Kindern.
2019 kam Rosales’ viertes Buch Sexuell verfügbar bei Ullstein heraus. Darin geht sie der Frage nach, wie eine sexistische Gesellschaft entsteht, und schreibt über „den schmalen Grat zwischen unserer Erziehung, Feminismus und Missbrauch.“ Rosales schrieb das Drehbuch für die gleichnamige Comedyserie, die 2024 in der ARD erschien.
Im August 2021 erschien ihr erster Roman Das Leben keiner Frau bei Ullstein. Darin geht es um die Protagonistin Melanie und die Wochen nach ihrem 50. Geburtstag, die von Schicksalsschlägen und gesellschaftlichem Tadel geprägt sind. Im September 2021 folgte bei Carlsen ihr erstes Kinderbuch Allerbeste Schwestern über zwei Mädchen in einer Patchwork-Familie. Das Buch war im Jahr 2022 für den Deutschen Kinderbuchpreis nominiert.
Im März 2024 erschien in zweiter Roman, Die Ungelebten, bei Ullstein. Die Ungelebten sei ein Roman über die Lebenslügen erfolgreicher Frauen in einer weiterhin von Männern und ihren Eitelkeiten dominierten Welt. Rosales erzähle das anhand eines Me Too-Skandals in der Schlagerbranche – und zeichnet dabei ein gnadenloses und höchst unterhaltsames Sittenbild der wohlstandsverwahrlosten Berlin-Mitte-Medienwelt, schreibt Jan Stremmel in der Süddeutschen Zeitung. Bei der Recherche zu ihrem Roman war sie jahrelang mit Dutzenden Schlagersängerinnen in Kontakt.
Sie ist Gründungsmitglied des PEN Berlin.

### Drehbücher
Am 8. März 2024 startete die Verfilmung ihres Buchs Sexuell verfügbar als 5-teilige Miniserie in der ARD, mit Laura Tonke, Merlin Sandmeyer und Florian Stetter in den Hauptrollen. Rosales war Creatorin und, zusammen mit Timon Karl Kaleyta, Drehbuchautorin der Serie. Rosales und Kaleyta sind mit der Serie für den Juliane-Bartels-Medienpreis nominiert.

### Privates
Mit dem ehemaligen Stellvertretenden Chefredakteur von Bild, Michael Paustian, hat sie zwei Kinder. Rosales lebt mit ihren vier Kindern und ihrem Lebensgefährten, dem Filmproduzenten Benjamin Herrmann, in Berlin.

## Publikationen
- mit Lisa Harmann: Ich glaub, mich tritt ein Kind- dtv, München 2010, ISBN 978-3-423-34760-0.
- mit Isa Grütering: Mama muss die Welt retten. Aufbau Verlag, Berlin 2014, ISBN 978-3-7466-2988-9.
- Single Mom. Rowohlt Verlag, Reinbek bei Hamburg 2018, ISBN 978-3-499-60664-9.
- Sexuell verfügbar. Ullstein Verlag, Berlin 2019, ISBN 978-3-961-01020-2.
- Das Leben keiner Frau. Ullstein Verlag, Berlin 2021, ISBN 978-3-646-93527-1.
- Allerbeste Schwestern. Carlsen, Hamburg 2021, ISBN 978-3-646-93527-1.
- Die Ungelebten, Ullstein Verlag, Berlin 2024, ISBN 978-3-550-20214-8.